# Трофимов, Глеб Николаевич
}}
Гле́б Никола́евич Трофи́мов (1 июня 1908, Санкт-Петербург — 6 февраля 1989, Ленинград) — советский оператор и режиссёр документального кино, фронтовой кинооператор в годы Великой Отечественной войны. Заслуженный деятель искусств РСФСР (1969).

## Биография
Родился 19 мая (1 июня) 1908 года в Санкт-Петербурге в семье служащих.
 В 1931 году окончил Ленинградский кинофототехникум. С ноября 1931 года находился на службе в Красной армии.
С 1935 года — оператор на Ленинградской студии кинохроники. В 1939—1940 годах участвовал в Советско-финской войне.
С началом Великой Отечественной войны был призван в РККА, служил в 270 отдельном артиллерийско-пулемётном батальоне (270 опаб), входившем в 23 армию Ленинградского фронта, воинское звание — лейтенант. Получил контузию, находился в госпитале. В октябре 1941 года был переведён на кинохронику. Делая сюжеты о фронтовой и блокадной жизни Ленинграда, проявил себя мастером «непротокольной» съёмки. 

…один из ведущих кино-операторов, имеет ряд замечательных работ по съёмкам в действующих частях ленинградского фронта.<…> Тов. Трофимов снимал материал по прорыву блокады и особенно интересный боевой материал им снят в районе 5-го посёлка.
— В. Соловцов, начальник киногруппы Ленинградского фронта, из наградного листа 12 июля 1944
Им сняты боевые действия 42-й армии в районе Пулково, Красного Села, Гатчины. В дальнейшем — на Карельском перешейке.
По окончании войны — оператор и режиссёр на Ленкинохронике (с 1968 года — Ленинградская студия документальных фильмов). Кроме фильмов является автором сюжетов для кинопериодики: «Ленинградская кинохроника», «Ленинградский киножурнал», «Наш край», «Новости дня», «Северный киножурнал», «Советская Карелия», «Советский спорт», «Союзкиножурнал», «Страна Советская».
 На студии проработал до 1972 года.
Член ВКП(б) с 1947 года, член Союза кинематографистов СССР (Ленинградское отделение).
Скончался 6 февраля 1989 года в Ленинграде, похоронен на Южном кладбище.

## Фильмография
Оператор
- 1936 — Архангельские животноводы
- 1937 — Спасение ледокола «Сибиряков»
- 1938 — Родина капитанов
- 1939 — Дворец пионеров
- 1939 — Публичная библиотека
- 1939 — Сокровищница культуры
- 1939 — Тройка
- 1942 — Ленинград в борьбе (совм. с группой операторов)
- 1942 — Лес Ленинграду
- 1942 — Строительство № б
- 1943 — Ладога (совм. с группой операторов)
- 1943 — Мсти, боец
- 1943 — Прорыв блокады
- 1944 — Бои на Карельском перешейке
- 1944 — Великая победа под Ленинградом (совм. с группой операторов)
- 1944 — К вопросу о перемирии с Финляндией (совм. с группой операторов)
- 1944 — Снятие блокады
- 1945 — Великая победа
- 1945 — Девушки Ленинграда (совм. с О. Ивановым)[12]
- 1945 — Ленинград встречает победителей (совм. с группой операторов)
- 1947 — Ленинград (совм. с Е. Учителем, О. Ивановым, С. Фоминым)[13]
- 1949 — Сибирь советская[14]
- 1950 — В борьбе за первенство (совм. с В. Фроленко, А. Сёминым, А. Щекутьевым, К. Пискарёвым, Г. Асатиани)
- 1950 — Выполняй правила безопасности / Скоростные методы работы[15]
- 1950 — Ленинград голосует (совм. с группой операторов)
- 1950 — Народ чтит память Суворова (совм. с группой операторов)
- 1950 — Новый стадион (совм. с группой операторов)[16]
- 1951 — Дом Культуры на Васильевском острове (совм. с К. Станкевичем)[17]
- 1951 — Кировцы
- 1951 — Международные спортивные встречи в Ленинграде (совм. с Г. Донцом, А. Богоровым, А. Погорелым)[18]
- 1951 — На пограничной заставе (совм. с О. Ивановым)[19]
- 1952 — 1-е Мая в городе Ленинграде (совм. с группой операторов)[20]
- 1952 — Кузнецкие металлурги (совм. с А. Павловым)[21]
- 1952 — Молодые моряки (совм. с О. Ивановым)[22]
- 1952 — Первенство Советского Союза по лёгкой атлетике (совм. с С. Фоминым, Я. Блюмбергом, В. Валдайцевым, Б. Козыревым, С. Масленниковым, А. Погорелым)[23]
- 1952 — Передовики животноводства Ленинградской области (совм. с С. Варташевичем)[24]
- 1952 — Празднование 36-й годовщины Октябрьской социалистической революции в Ленинграде[25]
- 1952 — Путь к морю (совм. с О. Ивановым)[26]
- 1953 — 1-е Мая в городе Ленинграде (совм. с группой операторов)
- 1953 — Праздник песни в Петрозаводске (совм. с К. Станкевичем)[27]
- 1954 — Будь готов! (совм. с Я. Блюмбергом, Г. Донцом, О. Ивановым, С. Ковалёвой)[28]
- 1954 — Дружеская встреча (совм. с группой операторов)[29]
- 1954 — Кронштадту 250 лет (совм. с В. Микошей, О. Ивановым, Я. Блюмбергом, О. Арцеуловым, Е. Федяевым)
- 1954 — Рейс мира (совм. с С. Фоминым, Я. Гринбергом, В. Максимовичем, С. Масленниковым)[30]
- 1955 — В Хибинских горах[31]
- 1955 —  По ленинским местам (совм. с О. Ивановым)
- 1956 — Соревнования мотоциклистов (совм. с С. Фоминым, А. Погорелым, В. Страдиным, Г. Симоновым, Я. Блюмбергом)[32]
- 1957 — На карельской земле (совм. с В. Валдайцевым)
- 1957 — Советская Карелия
- 1958 — Спартакиада Вооруженных Сил СССР (совм. с Г. Донцом, О. Ивановым, К. Станкевичем)[33]
- 1959 — У нас, в Ярославле
- 1960 — Герои нашего времени (совм. с группой операторов)[34]
- 1962 — Мы — муромские
- 1963 — Интервью с картиной[35]
- 1963 — Пять стартов
- 1964 — 900 незабываемых дней
- 1965 — Искусство Африки
- 1965 — У нас, в Кондопоге
- 1967 — Бессмертный огонь (совм. с Я. Блюмбергом, К. Станкевичем)[36]
- 1968 — Автоматические линии
- 1968 — Огромное небо
- 1968 — Судьбы книг — судьбы людей
- 1970 — Клятве верны

Режиссёр
- 1942 — Строительство № б
- 1943 — Ладога (совм. с П. Паллеем, В. Соловцовым)
- 1955 — В Хибинских горах
- 1957 — На карельской земле
- 1957 — Советская Карелия
- 1959 — Дочери России (совм. с Е. Учителем)[37]
- 1959 — У нас, в Ярославле
- 1965 — У нас, в Кондопоге
- 1966 — Испытание[38]
- 1968 — Огромное небо
- 1968 — Пожар—68[39]
- 1968 — Судьбы книг — судьбы людей[40]
- 1970 — Клятве верны[41]

Сценарист
- 1943 — Ладога (совм. с П. Паллеем, В. Соловцовым)
- 1968 — Пожар—68
- 1980 — Похвала почтовому вагону[42]

## Награды и звания
- Орден Красной Звезды (24 февраля 1945)[5]
- Медаль «За оборону Ленинграда» (22 декабря 1942)[43]
- Медаль «За победу над Германией в Великой Отечественной войне 1941—1945 гг.» (9 мая 1945)[44]
- Медаль «За доблестный труд в Великой Отечественной войне 1941—1945 гг.» (6 июня 1945)[45]
- Заслуженный деятель искусств РСФСР (1969)[4]
- Орден Отечественной войны II степени (6 апреля 1985)[46]